# Jewgeni Schdanow
Jewgeni Alexandrowitsch Schdanow (russisch Евгений Александрович Жданов; * 20. Juli 1983 in Ust-Kamenogorsk, Kasachische SSR) ist ein kasachischer Eishockeyspieler, der seit 2011 beim HK Beibarys Atyrau in der kasachischen Meisterschaft unter Vertrag steht.

## Karriere
Jewgeni Schdanow begann seine Karriere als Eishockeyspieler in der Nachwuchsabteilung des russischen Topklubs HK Awangard Omsk, für dessen zweite Mannschaft er von 1998 bis 2000 in der drittklassigen Perwaja Liga aktiv war. Anschließend spielte der Angreifer vier Jahre lang für diverse Profiteams in der Wysschaja Liga, der zweiten russischen Spielklasse. Dies waren Mostowik Kurgan, Metallurg Serow, Motor Barnaul und Sputnik Nischni Tagil. Zur Saison 2006/07 wechselte er in seine Heimat zum HK Sary-Arka Karaganda, für den er sowohl in der russischen Perwaja Liga, als auch der Kasachischen Meisterschaft auflief. Zudem spielte er in dieser Spielzeit für den HK Irtysch Pawlodar in Kasachstan sowie Ariada-Akpars Wolschsk und den HK Kasachmys Satpajew in der Wysschaja Liga. 
Die Saison 2007/08 verbrachte Schdanow erneut in der Wysschaja Liga, in der er für seinen kasachischen Ex-Klub HK Kasachmys Satpajew, sowie Barys Astana, auf dem Eis stand. Während der folgenden beiden Jahre stand der ehemalige kasachische Junioren-Nationalspieler beim HK Irtysch Pawlodar und Gornjak Rudny in der kasachischen Meisterschaft unter Vertrag. Für die Saison 2010/11 wurde er schließlich von seinem Ex-Club Barys Astana aus der Kontinentalen Hockey-Liga verpflichtet. Für die Mannschaft bestritt er allerdings kein einziges Spiel und schloss sich zur Saison 2011/12 dem HK Beibarys Atyrau aus der kasachischen Meisterschaft an.

### International
Für Kasachstan nahm Schdanow an der U18-Junioren-B-Weltmeisterschaft 2001 teil. Während des Turniers erzielte er in fünf Spielen neun Tore und gab weitere vier Torvorlagen.

## Wysschaja Liga-Statistik
(Stand: Ende der Saison 2010/11)